# Bisbat d'Évreux

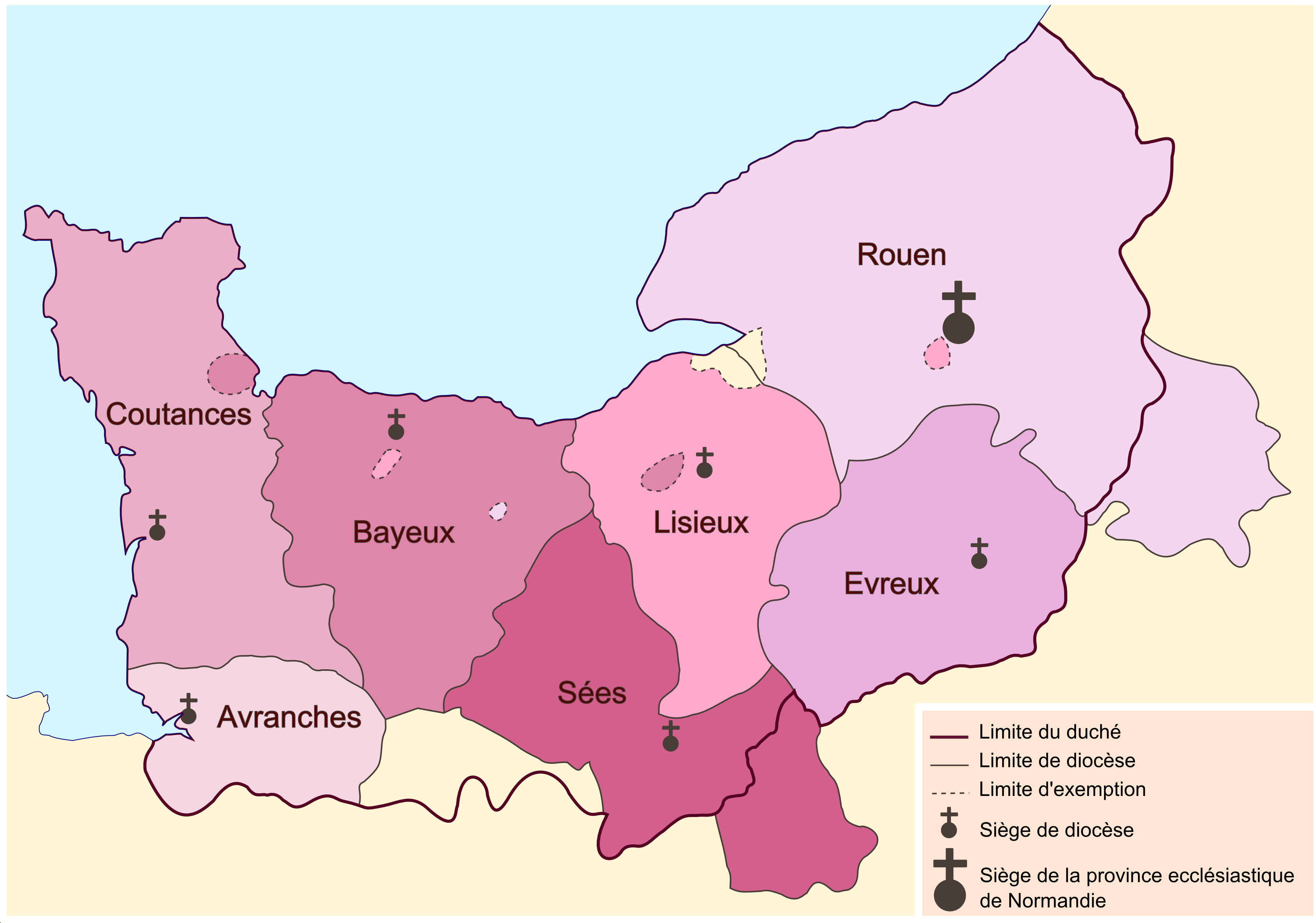
Mapa de les diòcesis històriques dea Normandia abans de la revolució francesa.

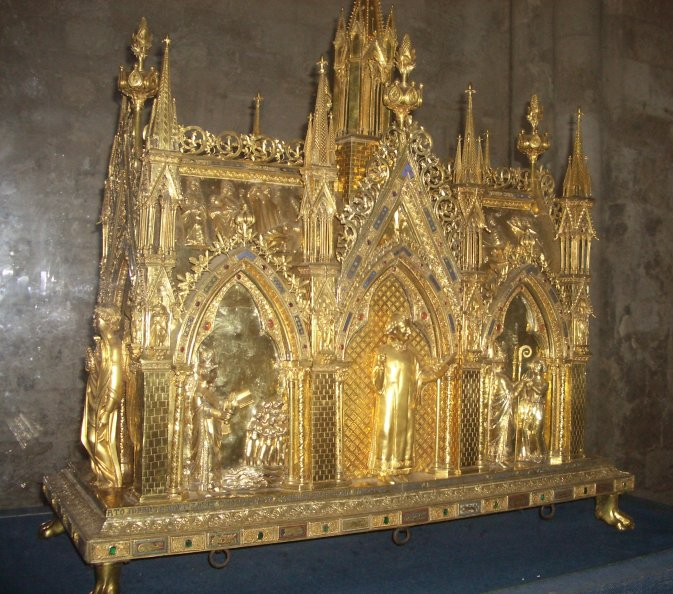
Arqueta del que conté les relíquies de sant Taurí, primer bisbes d'Évreux, conservada a l'església dedicada al sant a la ciutat episcopal.

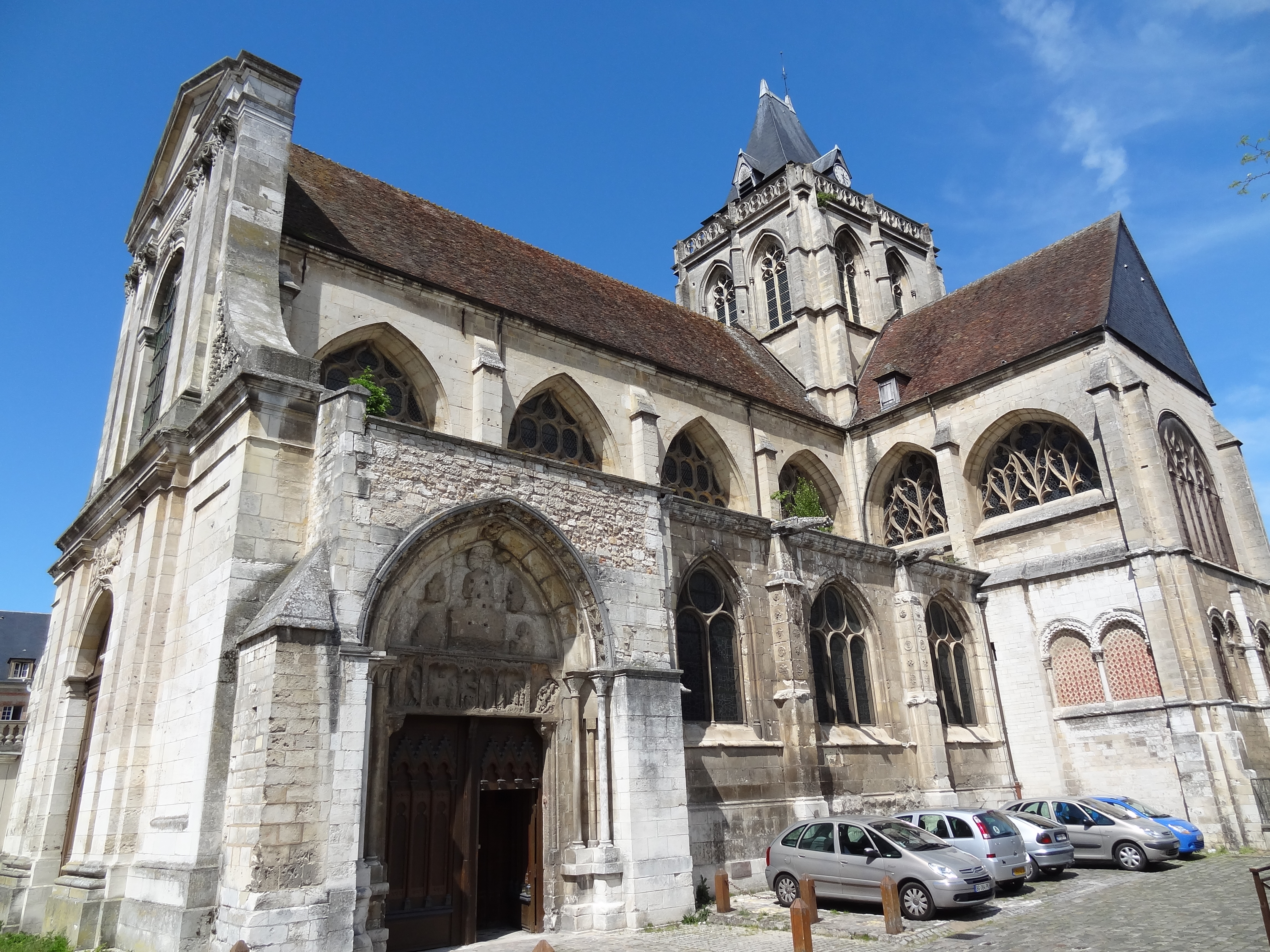
L'església de sant Taurí, que en origen formava part d'un complex monàstic fet edificar per Ricard I de Normandia al.

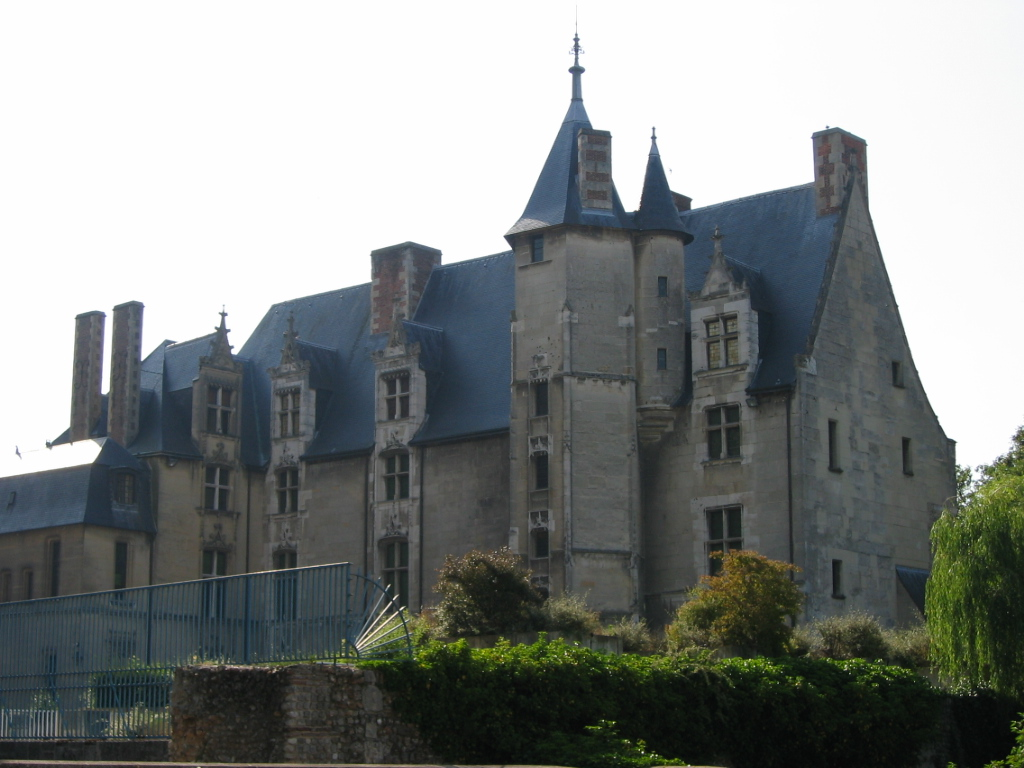
L'antic palau episcopal d'Évreux, construït el segle XV pel bisbe Raoul du Fou, avui seu del museu de la ciutat.

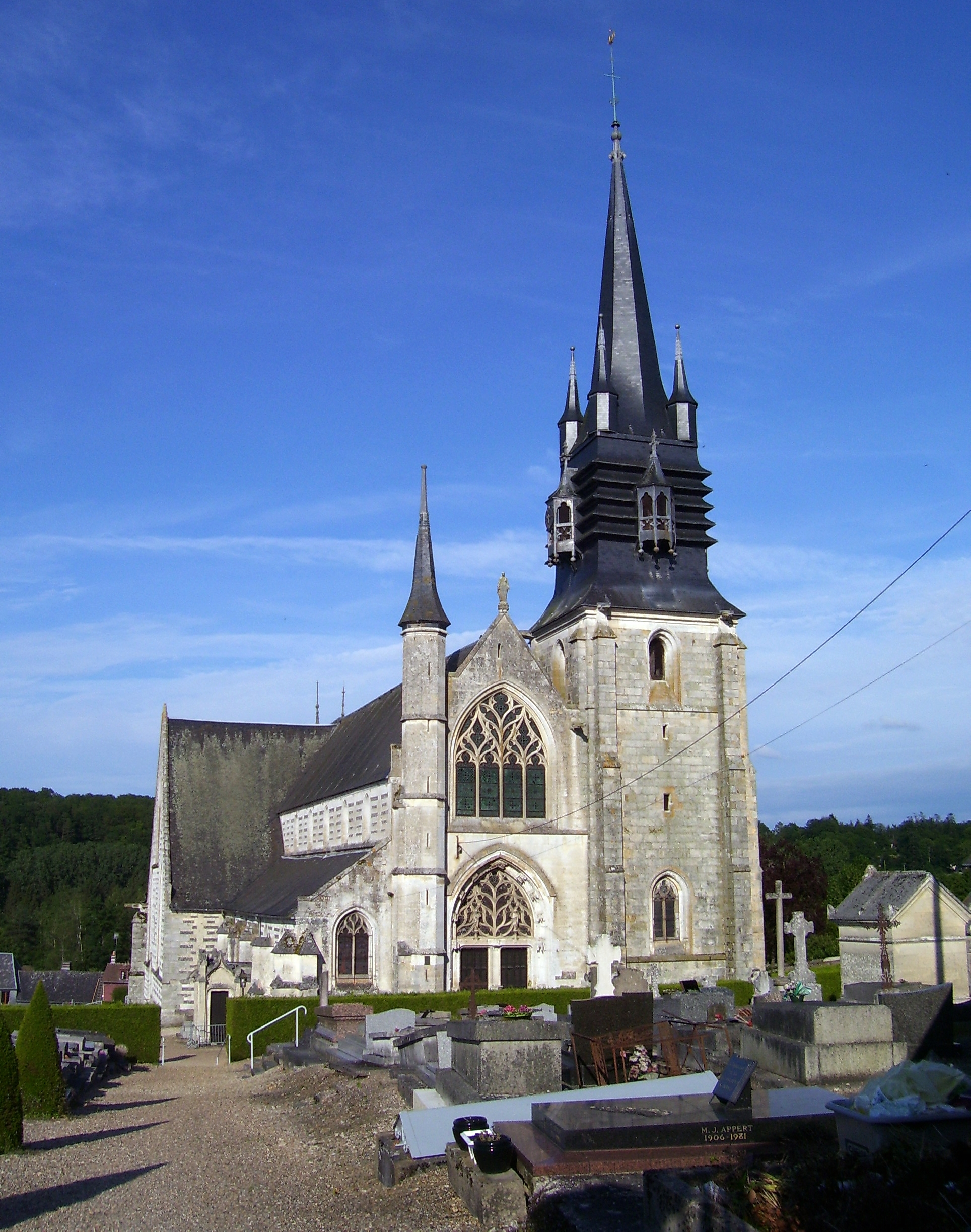
La basílica menor de Notre-Dame-de-la-Couture de Bernay.

El bisbat d'Évreux  (francès: Diocèse d'Évreux , llatí: Dioecesis Ebroicensis) és una seu de l'Església Catòlica a França, sufragània de l'arquebisbat de Rouen. Al 2013 tenia 348.800 batejats sobre una població de 571.000 habitants. Actualment està regida pel bisbe Christian Philippe Pierre Robert Nourrichard.

## Territori
La diòcesi comprèn el departament francès de l'Eure.
La seu episcopal és la ciutat d'Évreux, on es troba la catedral de Nostra Senyora. A Bernay es troba la basílica menor deNotre-Dame-de-la-Couture.
El territori s'estén sobre 5.978 km², i està dividit en 32 parròquies, agrupades en 7 vicariats.

## Història
La diòcesi es va erigir en temps antics. Segons fonts tradicionals, l'evangelitzador i primer bisbe hauria estat sant Taurin, que va viure entre els segles IV i V ; aquesta era una certesa en el moment de Carles el Calb (meitat del segle ix), quan es va escriure la història de la traducció de les seves relíquies, que es va produir durant l'episcopat de Sant Laudulf a finals del segle vi, que va construir la basílica en honor del protobisbe de la diòcesi. Per la primera evidència històrica d'un bisbe d'Evreux cal esperar que el concili d'Orléans de 511, que va ser testimoni del bisbe Maurusi; el bisbe Licini va prendre part en els successius concilis d'Orléans de la primera meitat del segle.
Mediolanum Aulercorum, capital de l'antic poble celta dels eburovics aulercs, era una civitas de la província romana de la Gàl·lia Celta segona, com ho demostra la Notitia Galliarum de principis del segle v. Tant des del punt de vista religiós com civil, Evreux depenia de la província eclesiàstica de l'arxidiòcesi de Rouen, seu metropolitana provincial.
Durant l'alta edat mitjana, les abadies de Notre-Dame de l'Estrée, Lyre i de Conches van completar el procés de cristianització del camp.
Es deu al bisbe Guillaume Flertel († 1066), la reconstrucció de la catedral, caiguda en ruïnes després de les incursions dels normands, que va ser consagrada el 1077. Destruïda el 1119 per un incendi, la catedral actual va ser construïda en l'estil gòtic a partir del 1220 i es va acabar després de diverses interrupcions a causa de les contínues guerres, al segle xv.
El 1667, el bisbe Henri Cauchon de Maupas du Tour va establir el seminari diocesà.
En l'inici de la revolució, la diòcesi incloïa 473 parròquies, agrupades en 3 ardiaconats (Evreux, Ouche i Neubourg) i 12 deganats.
Després del concordat amb la butlla Qui Christi Domini del Papa Pius VII de 29 de novembre de 1801 la diòcesi es va ampliar, incorporant parts de la suprimida diòcesi de Lisieux, i porcions de l'arxidiòcesi de Rouen; tot i que, al mateix temps, va cedir una part del territori a la diòcesi de Séez.
Al segle xix, un sacerdot diocesà, Jacques-Désiré Laval, que abans d'ordenar-se sacerdot era metge, va marxar com a missioner a Maurici, on es va convertir en l'apòstol dels africans alliberats de l'esclavatge. Va ser beatificat pel papa Joan Pau II el 1979.

## Cronologia episcopal
- Sant Taurino †
- Sant Waldo o Gaudo †[2]
- Maurusio † (citat el 511)
- Licinio † (abans del 538 - després del 549)
- Ferrocinto † (abans del 557 - després del 573)[3]
- Viatore † (finals de segle vi)
- Sant Laudulfo † (finals de segle vi)[4]
- Erminulfo † (citat el 614)
- Deodato †[5]
- Ragnerico † (citat el 650)
- Concesso † (abans del 660 - després del 667)
- Sant'Eterno †
- Sant'Aquilino † (abans del 683 - després del 688 o 689)[6]
- Desiderio † (finals del VII segle)[7]
- Stefano †[8]
- Maurino † (citat el 762)
- Sant Gerboldo † (abans del 783 - 787 renuncià)
- Audoeno (Oinus) †
- Giuseppe † (abans de 833 - després de 841)[9]
- Guntberto † (abans de 850 - després de 862)
- Ilduino † (vers 864[10] - vers 870 mort)
- Sebario o Seibardo † (abans del 25 de juny de 870 - després de 886 o 892)
- Cerdegario † (inicis del segle x)
- Ugo † (citat el 933)
- Guiscardo (abans del 950 - després del 969)
- Gérard † (abans del 988 - després del 1006 aproximadament)
- Gilbert I † (abans del 1012 - 1014 mort)
- Hugues II † (abans del 1015 - 20 d'abril de 1046 mort)
- Guillaume Flertel † (1046 - 11 de febrer de 1066 mort)
- Baudouin † (abans del 18 de juny de 1066 - 23 de desembre de 1070 mort)
- Gilbert Fitz Osbern † (1071 - 29 d'agost de 1112 mort)
- Audin de Bayeux † (1113 - 2 de juliol de 1139 mort)
- Rotrou de Warwick (o de Beaumont-le-Roger) † (1139 - 1165 nomenat arquebisbe de Rouen)
  - Sede vacante (1165-1170)
- Gilles du Perche † (1170 - 8 o 9 de setembre de 1179 mort)
- Jean I † (després del 15 de gener de 1180 - 1 de juny de 1192 mort)
- Garin de Cierrey † (1193 - 14 o 15 d'agost de 1201 mort)
- Robert de Roye † (1201 - 1203 mort)
- Lucas † (16 de febrer de 1203 - 30 de gener de 1220 mort)
- Raoul de Cierrey I † (1220 - 18 de març de 1223 mort)
- Richard de Bellevue † (17 de juliol de 1223 - 4 d'abril de 1236 mort)
- Raoul de Cierrey II † (2 de juny de 1236 - 18 de gener de 1243 mort)
- Jean de La Cour d'Aubergenville † (26 de febrer de 1244 - 1 de juny de 1256 mort)
- Raoul de Grosparmy † (19 d'octubre de 1259 - 1263 renuncià
- Raoul de Chevry † (29 de juliol de 1263 - 29 de setembre de 1269 mort)
- Philippe de Chaourse † (abans de febrer de 1270 - 21 d'agost de 1281 mort)
- Nicolas d'AuteuEl † (26 d'octubre de 1281 - 17 de maig de 1298 mort)
- Geoffroy de Bar † (1298 - 18 d'abril de 1299 mort)
- Mathieu des Essarts † (8 d'agost de 1299 - 1 d'octubre de 1310 mort)
- Geoffroy du Plessis † (22 de gener de 1311 - 13 de novembre de 1327 mort)
  - Adam de l`Îlle † (11 de gener de 1328 - 24 de març de 1328 mort) (bisbe electe)
- Jean du Prat † (11 d'abril de 1328 - 1333 renuncià)
- Guillaume des Essarts † (30 de juliol de 1333 - 17 d'octubre de 1334 mort)
- Vincent des Essarts † (12 d'octubre de 1334 - de març de 1335 mort)
- Geoffroy de Faé † (1 d'abril de 1335 - 15 d'abril de 1340 mort)
- Robert de Brucourt † (20 d'octubre de 1340 - 24 de gener de 1375 mort)
- Guglielmo de Estouteville I † (7 de febrer de 1375 - 12 de novembre de 1376 nomenat bisbe d'Auxerre)
- Bernard de Caritis † (12 de novembre de 1376 - agost de 1383 mort)
- Philippe de Moulins † (7 d'octubre de 1383 - 2 de desembre de 1388 nomenat bisbe de Noyon)
- Guillaume de Vallau † (2 de desembre de 1388 - 23 d'abril de 1400 mort)
- Guillaume de Cantiers † (1400 - 12 de juny de 1418 mort)
- Paolo Capranica † (14 de febrer de 1420 - 16 de juny de 1427 nomenat arquebisbe de Benevent)
- Martial Formier † (16 de juny de 1427 - 13 d'agost de 1439 mort)
- Pasquier des Vaux † (25 d'octubre de 1439 - 28 de gener de 1443 nomenat bisbe de Lisieux)
- Pierre de Comborn † (28 de gener de 1443 - 20 de maig de 1465 nomenat bisbe de Saint-Pons-de-Thomières)
- Jean Balue † (20 de maig de 1465 - 5 de juny de 1467 nomenat bisbe d'Angers)
- Antoine la Balue, O.S.B. † (5 de juny de 1467 - 30 d'octubre de 1467 nomenat bisbe de Saint-Pons-de-Thomières)
- Ythier Durandi † (30 d'octubre de 1467 - 1470 ? renuncià)
- Pierre Turpin de Crissé † (11 de març de 1470 - 1473 mort)
- Jean Héberge † (17 de novembre de 1473 - 28 d'agost de 1479 mort)
- Guillaume de Clugny † (1 d'octubre de 1479 - 26 d'octubre de 1479 nomenat bisbe de Poitiers)
- Raoul du Fou † (22 de novembre de 1479 - 2 de febrer de 1511 mort)
- Ambroise Le Veneur de Tillières † (1511 - 23 de setembre de 1531 mort)
- Gabriel Le Veneur de Tillières † (6 de setembre de 1531 - 15 de maig de 1574 mort)
- Claude de Sanctes, O.S.A. † (17 de novembre de 1574 - 1591 mort)
- Jacques Davy Du Perron † (11 de desembre de 1592 - 9 d'octubre de 1606 nomenat arquebisbe de Sens)
- Guillaume de Péricard † (4 de juliol de 1608 - 26 de novembre de 1613 mort)
- François de Péricard † (26 de novembre de 1613 - 21 de juliol de 1646 mort)
- Jacques Le Noël du Perron † (24 d'agost de 1646 - 17 de febrer de 1649 mort)
- Gilles Boutault † (17 d'abril de 1649 - 11 de març de 1661 mort)
  - Sede vacante (1661-1664)
- Henri Cauchon de Maupas du Tour † (31 de març de 1664 - 12 d'agost de 1680 mort)
- Louis Joseph Adhémar de MonteEl de Grignan † (28 d'abril de 1681 - 22 de setembre de 1681 nomenat bisbe de Carcassonna)
- Jacques Potier de Novion † (16 de febrer de 1682 - 14 d'octubre de 1709 mort)
- Jean Le Normant † (10 de novembre de 1710 - 7 de maig de 1733 mort)
- Pierre-Jules-César de Rochechouard-Montigny † (15 de febrer de 1734 - 21 de setembre de 1753 renuncià)[11]
- Arthur-Richard Dillon † (26 de setembre de 1753 - 18 de juliol de 1758 renuncià)[12]
- Léopold-Charles de Choiseul-Stainvill † (2 d'octubre de 1758 - 30 d'abril de 1759 renuncià)[13]
- Louis-Albert de Lezay-Marnesia † (24 de setembre de 1759 - 14 de gener de 1774 renuncià)
- François de Narbonne Lara † (18 d'abril de 1774 - 12 de novembre de 1792 mort)
  - Sede vacante (1792-1802)
- Jean-Baptiste Boulier † (17 d'abril de 1802 - 30 d'octubre de 1821 mort)
- Charles-Louis Salmon du Châtelier † (19 d'abril de 1822 - 8 d'abril de 1841 mort)
- Nicolas-Théodore Olivier † (12 de juliol de 1841 - 21 d'octubre de 1854 mort)
- Henri-Marie-Gaston Boisnormand de Bonnechose † (23 de març de 1855 - 18 de març de 1858 nomenat arquebisbe de Rouen)
- Jean-Sébastien-Adolphe Devoucoux † (18 de març de 1858 - 2 de maig de 1870 mort)
- François Grolleau † (27 de juny de 1870 - 3 d'abril de 1890 mort)
- François Hautin † (26 de juny de 1890 - 15 de juny de 1893 nomenat arquebisbe de Chambéry)
- Louis-François Sueur † (18 de maig de 1894 - 25 de juny de 1896 nomenat arquebisbe d'Avinyó)
- Marie-Simon-Henri Colomb † (25 de juny de 1896 - 9 de febrer de 1898 mort)
- Philippe Meunier † (24 de març de 1898 - 11 de gener de 1913 mort)
- Louis-Jean Dechelette † (7 de febrer de 1913 - 11 d'abril de 1920 mort)
- Constantin-Marie-Joseph Chauvin † (30 de juliol de 1920 - 17 de març de 1930 mort)
- Alphonse-Paul-Désiré Gaudron † (2 d'agost de 1930 - 24 de març de 1964 jubilat)
- Antoine Caillot † (24 de març de 1964 - 12 d'abril de 1972 renuncià)
- Jean Marcel Honoré † (24 d'octubre de 1972 - 13 d'agost de 1981 nomenat arquebisbe de Tours)
- Jacques Jean Edmond Georges Gaillot (5 de maig de 1982 - 13 de gener de 1995 nomenat bisbe titular de Partènia)
- Jacques Louis Antoine Marie David (2 de febrer de 1996 - 28 de gener de 2006 jubilat)
- Christian Philippe Pierre Robert Nourrichard, 28 de gener de 2006

## Estadístiques
A finals del 2013, la diòcesi tenia 348.800 batejats sobre una població de 571.000 persones, equivalent al 61,1% del total.
| any  | població | població | població | sacerdots | sacerdots       | sacerdots       | sacerdots             | diaques | religiosos | religiosos | parròquies |
| ---- | -------- | -------- | -------- | --------- | --------------- | --------------- | --------------------- | ------- | ---------- | ---------- | ---------- |
| any  | batejats | total    | %        | total     | clergat secular | clergat regular | batejats por sacerdot | diaques | homes      | dones      |            |
| 1950 | 303.000  | 315.702  | 96,0     | 345       | 312             | 33              | 878                   |         | 20         | 500        | 582        |
| 1970 | 330.000  | 381.170  | 86,6     | 326       | 289             | 37              | 1.012                 |         | 61         | 586        | 583        |
| 1980 | 355.000  | 428.500  | 82,8     | 240       | 219             | 21              | 1.479                 | 1       | 21         | 502        | 583        |
| 1990 | 367.000  | 499.000  | 73,5     | 176       | 156             | 20              | 2.085                 | 7       | 24         | 380        | 583        |
| 1999 | 391.000  | 540.840  | 72,3     | 136       | 112             | 24              | 2.875                 | 23      | 30         | 316        | 135        |
| 2000 | 397.600  | 550.000  | 72,3     | 137       | 114             | 23              | 2.902                 | 24      | 29         | 316        | 70         |
| 2001 | 382.000  | 530.000  | 72,1     | 140       | 114             | 26              | 2.728                 | 21      | 32         | 316        | 63         |
| 2003 | 390.000  | 541.000  | 72,1     | 123       | 100             | 23              | 3.170                 | 22      | 29         | 316        | 41         |
| 2004 | 390.000  | 541.000  | 72,1     | 118       | 99              | 19              | 3.305                 | 22      | 25         | 316        | 41         |
| 2006 | 396.600  | 550.000  | 72,1     | 105       | 89              | 16              | 3.777                 | 24      | 22         | 316        | 37         |
| 2013 | 348.800  | 571.000  | 61,1     | 84        | 77              | 7               | 4.152                 | 24      | 21         | 140        | 32         |